# Kalinik (Demenopulos)
Kalinik, imię świeckie Nikolaos Demenopulos (ur. 1959 w Atenach) – grecki duchowny prawosławny, od 2008 metropolita Paros i Naksos.

## Życiorys
Święcenia diakonatu przyjął 25 października 1986, a prezbiteratu 29 października 1989. Chirotonię biskupią otrzymał 30 czerwca 2008.